# Jacob Lateiner
Jacob Lateiner (31 de mayo de 1928 – 12 de diciembre de 2010) fue un pianista cubano-norteamericano. Fue hermano del violinista Isidor Lateiner.
El pianista Jacob Lateiner estudió en el Instituto de Música Curtis en Filadelfia con Isabelle Vengerova. Mostró mucho interés en la música de cámara, estudiando con el viola William Primrose y el violonchelista Gregor Piatigorsky. También estudió en privado con Arnold Schoenberg en 1950. Entre sus alumnos notables se incluyen Danae Kara, Michael Endres, Bruce Brubaker, Lowell Liebermann, Robert Taub, Laura Karpman y Jarred Dunn (su último estudiante). 

## Actuaciones y grabaciones
Como solista, Lateiner actuó con muchos de los principales directores del mundo, incluyendo a Leonard Bernstein, Serge Koussevitzky, Erich Leinsdorf, Zubin Mehta, Georg Solti y George Szell. Fue un campeón de música americana contemporánea y ha encargado, estrenado y grabado el concierto de piano de Elliott Carter. El estreno tuvo lugar en el Symphony Hall de Boston, el 6 de enero de 1967, con Lateiner como solista acompañado por la Orquesta Sinfónica de Boston, con Erich Leinsdorf dirigiendo. También estrenó la tercera sonata para piano de Roger Sessions.
Como músico de cámara su nombre está asociado con los de Jascha Heifetz y Gregor Piatigorsky, con quienes compartió un Grammy para su registro de Beethoven y también al del Cuarteto Amadeus.
Enseñó en la Escuela Juilliard de Nueva York desde 1966 hasta su muerte y tuvo un puesto concurrente en la facultad de piano del Mannes College The New School for Music, desde 1994.
Su carrera estuvo marcada por su interés en la investigación de la interpretación a través de la historia. En 1992 publica un artículo titulado 'An Interpreter's Approach to Mozart' en la revista Early Music. También coleccionaba ediciones antiguas de música clásica.
Lateiner murió el domingo 12 de diciembre de 2010 en un hospital de Nueva York.
Un álbum de dos discos, El Arte Perdido de Jacob Lateiner, ha sido publicado por Parnassus Records.